# Gilmerton House
Gilmerton House ist ein Herrenhaus nahe der schottischen Ortschaft Athelstaneford in der Council Area East Lothian. 1971 wurde das Gebäude in die schottischen Denkmallisten in der höchsten Kategorie A aufgenommen. Des Weiteren sind zugehörige Bauwerke eigenständig ebenfalls als Denkmäler klassifiziert. So sind die Stallungen des Bauernhofes als Kategorie-C-Bauwerk und die Blendmauer zwischen Hof und Haus als Kategorie-B-Bauwerk geschützt. Die South Lodge ist ebenfalls als Einzeldenkmal der Kategorie B klassifiziert.

## Geschichte
Francis Kinloch erwarb die Ländereien von Gilmerton im Jahre 1655. Wahrscheinlich befand sich dort zu dieser Zeit bereits ein Vorgängerbau. Kinloch wurde 1686 zum Baronet von Nova Scotia erhoben und der Standort fortan Sitz des Trägers des innerhalb der Familie vererbten Adelstitels. Das heutige Gilmerton House entstand in den 1750er Jahren. Auf Grund architektonischer Details erscheint eine Beteiligung des schottischen Architekten John Adam an der Planung möglich. Für einen Anbau aus dem Jahre 1829 zeichnet William Burn verantwortlich. Heute werden Teile von Gilmerton House als Hotel für Tagungen und Festlichkeiten genutzt.

## Beschreibung

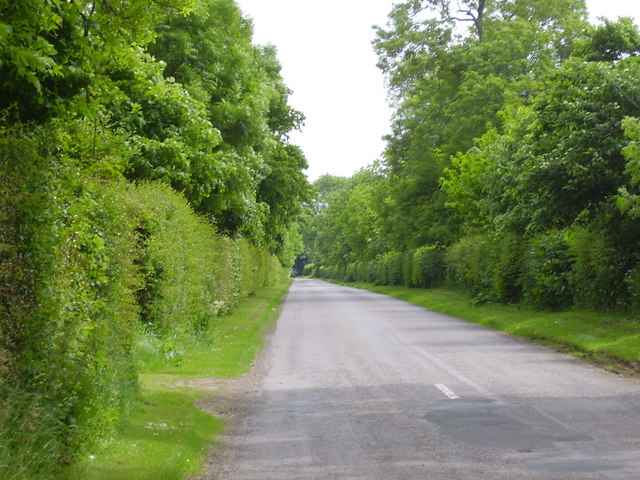
Zufahrt zu Gilmerton House

Das dreigeschossige Herrenhaus liegt rund 1,5 km östlich von Athelstaneford. Es ist im klassizistischen Stil gestaltet. Die westexponierte Frontseite ist sieben Achsen weit. Der hervortretende Mittelrisalit ist drei Achsen weit und schließt mit einem gebrochenen Dreiecksgiebel mit heraldischen und Bänderornamenten aus rotem Sandstein. Mittig tritt der Eingangsbereich mit Pilastern und Gesimse hervor. Für die Gestaltung zeichnet Burn verantwortlich. Darüber zieht sich ein Balkon mit steinerner Balustrade unterhalb der drei Fenster. Schlichte Gesimse bekrönen die Fenster des Erdgeschosses und ersten Obergeschosses. Die Gebäudekanten sind mit bossierten Ecksteinen abgesetzt.
An den restlichen Gebäudeteilen besteht das Mauerwerk aus grob zu Quadern behauenen Steinen, die zu einem Schichtenmauerwerk verbaut wurden. Eine Ausnahme bildet ein zweistöckiger Flügel. Hierbei handelt es sich wahrscheinlich um ein älteres Gebäude, das in die Struktur integriert wurde. Das Mauerwerk besteht hier aus Bruchstein. Das Gebäude schließt mit schiefergedeckten Walmdächern.

## Stallungen
Die westlich des Haupthauses gelegenen Stallungen stammen aus dem mittleren bis späteren 18. Jahrhundert. Das Mauerwerk des zweistöckigen Gebäudes besteht aus Bruchstein, wobei Öffnungen mit cremefarbenen Sandstein abgesetzt sind. Bei den unsymmetrisch angeordneten Fenster handelt es sich meist um zwölfteilige Sprossenfenster. Das abschließende Dach war einst mit grauem Schiefer eingedeckt.
Zwischen den Stallungen und dem Hauptgebäude befindet sich eine Sichtschutzmauer, die heute teils von modernen Gebäuden verdeckt wird. Der Bruchsteinbau ist neogotisch gestaltet mit Dekorationen aus rotem Sandstein. Blinde spitzbögige Öffnungen sind teils symmetrisch angeordnet. Die Mauer schließt mit einem hervortretenden Bauteil mit Maßwerk und Zinnenbewehrung.

## South Lodge
Die South Lodge liegt entlang des Zufahrtsweges rund 150 m südwestlich des Haupthauses. Sie wurde im Zuge der Arbeiten von William Burn im Jahre 1829 erbaut. Das Mauerwerk des einstöckigen Gebäudes besteht aus Steinquadern, die zu einem Schichtenmauerwerk verbaut wurden. An der Nordseite tritt eine polygonale Auslucht hervor.